# Otis Davis
Otis Davis (Tuscaloosa, 12 de julho de 1932 – 14 de setembro de 2024) foi um velocista e campeão olímpico norte-americano. Recordista mundial da prova dos 400m rasos, foi o primeiro homem a correr a distância em menos de 45s quando conquistou a medalha de ouro em Roma 1960.

## Carreira
Depois de servir por quatro anos na Força Aérea dos Estados Unidos, ele cursou a Universidade de Oregon com uma bolsa de basquetebol, esperando tornar-se um profissional deste esporte algum dia. Um dia, em 1958, observando atletas correndo na pista da universidade, ele, que nunca tinha praticado o atletismo, decidiu que podia correr mais rápido que aqueles que assistia e procurou o técnico  Bill Bowerman – que anos mais tarde fundaria a empresa de material esportivo Nike – e pediu para integrar a equipe de atletismo. Bowerman, que precisava de saltadores em altura, fez Davis tentar primeiramente aquela modalidade e em uma de suas primeiras tentativas, sem treino ou prática anterior, ele saltou 1,82m. Também praticando o salto em distância, saltou 7 metros sem grandes esforços. As provas de velocidade para ele em princípio era confusas, ele nem sabia se posicionar no bloco de largada ou para o que servia, mas em seu  primeiro evento competitivo, o campeonato da  Pacific Coast Conference, ele venceu as 220 jardas e as 440 jardas, o equivalente internacional aos 200 e 400 metros. No ano seguinte, já se sobressaía em provas de nível nacional.
Integrante da equipe americana aos Jogos Olímpicos de Roma, em 1960, Davis disputou os 400 m individualmente e integrou a equipe dos 4x400 m, aos 28 anos, um dos mais velhos integrantes da equipe de atletismo. Nos 400, ele enfrentou o favorito alemão Carl Kaufmann, da Equipe Unificada da Alemanha, derrotando-o por um de fiapo de cabelo e estabelecendo o recorde mundial de 44s9, a mesma marca de Kauffman, a primeira vez que a distância foi corrida em menos de 45s. A photofinish da chegada da prova, com Kaufmann desesperado jogando-se em direção a linha de chegada tentando alcançá-la antes de Davis,  tornou-se famosa  em muitas revistas de atletismo e na imprensa em geral. Dois dias depois, os dois voltaram a se encontrar na final do revezamento 4x400 m, mas desta vez a vitória de Davis sobre Kauffman foi mais fácil, com a ajuda de seus companheiros de revezamento, também campeões olímpicos, Jack Yerman, Earl Young e Glenn Davis, com  mais um recorde mundial, 3:02.37.
Depois do Jogos, Davis participou apenas de competições esporádicas, como o U.S Nationals de 1961 que venceu, mas sua carreira tinha acabado, sem conseguir mais os mesmos resultados anteriores. Formou-se em Educação Física e passou a trabalhar como professor em escolas secundárias do Oregon por muitos anos e como diretor de atletismo de bases militares americanas por todo o país.

## Morte
Davis morreu no dia 14 de setembro de 2024, aos 92 anos.